# Clash by Night
Clash by Night (en Argentina, Tempestad de pasiones; en España y México, Encuentro en la noche; en Venezuela, Desengaño) es una película estadounidense de 1951 dirigida por Fritz Lang. 
En 1998, Morgan Creek Productions y RKO hicieron otra versión, que fue distribuida por Warner Bros. y dirigida por Joseph Andy con Sigourney Weaver, Ray Liotta, Robert Carlyle y Wesley Snipes

## Sinopsis
Mae Doyle (Barbara Stanwyck) es una mujer que vuelve a la seguridad de su pueblo natal, una pequeña localidad costera de pescadores en Monterrey, California. Allí se reúne con su hermano, Joe (Keith Andes), de quien se ha mantenido alejada.  No obstante, hace amistad con la novia de su hermano, Peggy (Marilyn Monroe) que trabaja en la fábrica de conservas. También conoce a un amable pescador (Paul Douglas) con el que pronto se casa, pero poco a poco se verá atraída por otro hombre ( 
Robert Ryan).